# Bell Berghuis
Belle Marlinde (Bell) Berghuis (Zürich, 13 april 1985) is een Nederlands snowboarder, die deelnam aan de Olympische Winterspelen 2014 op het onderdeel snowboardcross. Ook haar tweelingzus Britt is snowboarder.
Berghuis werd geboren in Zwitserland, maar woonde later in de Verenigde Staten, België (Antwerpen) en Nederland (Breda). Ze nam deel aan drie wereldkampioenschappen snowboarden (2009, 2011 en 2013) en werd zesmaal Nederlands kampioen (2005, 2006, 2008, 2009, 2010 en 2013). Daarnaast nam ze deel aan de Olympische Winterspelen 2014 op het onderdeel snowboardcross, waarbij ze in de kwartfinales strandde. In een training voorafgaand aan de plaatsingsronde op de Olympische Spelen was ze ten val gekomen, wat waarschijnlijk gevolgen had voor haar eindresultaat. Berghuis beëindigde in 2015 haar snowboardcarrière.